# Buddleja aromatica
Buddleja aromatica  (лат.) — вид южноамериканских растений рода Буддлея семейства Норичниковые (Scrophulariaceae).
Растение распространено в Андских Кордильерах, встречается на территории Боливии и северных районах Аргентины, где произрастает на скалистых участках среди зарослей ксерофитов.

## Ботаническое описание
Двудомные кустарники высотой 0,5—2 м с сероватой трещиноватой корой. Молодые ветви опушённые, листья продолговато-ланцетные, длиной 2—6 см и 0,5—-1,8 см шириной. Белые или кремово-белые цветки собраны в соцветие с одной терминальной кистью, которую могут сопровождать до четырех дополнительных кистей, расположенных ниже в пазухах листьев, каждая кисть формируется 20—30 сидячими цветками. Венчики цветков длиной 3—4 мм.
Вид очень похож на Buddleja cordobensis и Buddleja araucana, но отличается рядом признаков вегетативных и репродуктивных органов. 
Количество хромосом: 2n = 38.

## Таксономия
Вид был впервые описан Жюлем Реми в 1847 году.
Buddleja aromatica J. Rémy, Annales des Sciences Naturelles; Botanique, sér. 3 8: 227. 1847.

### Синонимы
- Buddleja andina Britton ex Rusby
- Buddleja monocephala Kraenzl.
- Buddleja tiraquiensis Kuntze